# Infection, Genetics and Evolution
Infection, Genetics and Evolution (рус. Инфекция, генетика и эволюция) — рецензируемый научный журнал, выходящий на английском языке в Нидерландах и охватывающий проблемы микробиологии, молекулярной эпидемиологии и популяционной генетики. Издается с 2001 года. Главный редактор Мишель Тибайренк.

## Индексация
Infection, Genetics and Evolution индексируется в:
- BIOSIS Previews
- CAB Abstracts
- EMBASE
- Elsevier BIOBASE
- Global Health
- Scopus
- MEDLINE
- The Zoological Record

Согласно Journal Citation Reports, в 2011 году импакт фактор 3.128.